# Regillus (Cognomen)
Regillus (diminutiv von lateinisch rex: „König“) ist ein römisches Cognomen, welches seit dem 3. Jahrhundert v. Chr. der Name einer patrizischen Familie der gens Aemilia war und in der Kaiserzeit auch in anderen gentes verwendet wurde.

## Namensträger
- Aemilius Regillus († 205 v. Chr.), römischer Prätor (?) vor 217 v. Chr.
- Aulus Baebius Regillus, römischer Offizier, 2. Jahrhundert
- Gaius Etrilius Regillus Laberius Priscus, römischer Statthalter und Suffektkonsul, 2. Jahrhundert
- Lucius Aemilius Regillus, römischer Politiker, Prätor 190 v. Chr.
- Marcus Aemilius Regillus, römischer Politiker, erfolgloser Kandidat für das Konsulat 214 v. Chr.
- Paullus Aemilius Regillus (* 14/15 v. Chr.), römischer Politiker, Großneffe des Kaiser Augustus
- Regillus, Prätorianerpräfekt 190
- Tiberius Claudius Marcus Appius Atilius Bradua Regillus Atticus, römischer Konsul 185, Sohn des Herodes Atticus, siehe Tiberius Claudius Bradua Atticus